# Niceforonia aderca
Niceforonia aderca is een kikker uit de familie Strabomantidae en werd voor het eerst wetenschappelijk beschreven door Lynch in 2003. De soort komt voor in Betulia, Colombia in de provincie Santander op hoogtes van 2280 meter boven het zeeniveau.